# Catharine Trotter
Pour les articles homonymes, voir Trotter et Cockburn.
Catharine Trotter Cockburn, née Trotter le 16 août 1679 et morte le 11 mai 1749 , est une romancière, dramaturge et philosophe britannique.

## Biographie

### Jeunesse
Née de parents écossais vivant à Londres, Catharine Trotter fut élevée dans la religion protestante. Elle se convertit néanmoins de bonne heure à la religion catholique pour finir par retourner, en 1707, au sein de l'Église anglicane, après une période de « recherches libres et impartiales » ainsi qu'elle le rapporte elle-même. Son père, le capitaine David Trotter, à la carrière illustre, mourut de la peste en 1684, laissant sa femme et ses deux filles dans une situation financière difficile.
Catharine était une jolie jeune femme précoce, largement autodidacte, puisqu'elle apprit seule à rédiger en anglais et à maîtriser le français, alors qu'elle bénéficia d'un peu d'aide pour le latin. Elle semble avoir fait publier anonymement son premier roman, The Adventures of a Young Lady, rebaptisé plus tard Olinda’s Adventures, en 1693 à l'âge de 14 ans. Sa première pièce, Agnes de Castro, une adaptation en vers d'un roman éponyme d'Aphra Behn, fut mise en scène deux ans plus tard. En 1696, elle fut caricaturée avec ses consœurs Delarivier Manley et Mary Pix, dans une pièce anonyme (signée « W. M. »), The Female Wits ; or, the Triumvirate of Poets (« Les Femmes d'esprit, ou le Triumvirat des poètes »), qui fit grand bruit au théâtre de Drury Lane. Catharine Trotter y est caricaturée sous les traits de Calista, une femme qui se pique de connaître les langues savantes et s'arroge le titre de critique. Sa deuxième pièce, et peut-être la plus appréciée du public, "The Fatal Friendship", fut jouée en 1698. En général, son théâtre connut des succès publics modestes et un accueil mitigé de la critique. L'auteur dramaturge William Congreve l'encouragea souvent et la guida dans son écriture théâtrale. Il ne fut pas le seul intellectuel à remarquer sa précocité.

### Une aspiration à la philosophie
En mai 1702, à l'âge remarquable de 23 ans, elle publia sa première œuvre philosophique majeure, A Defence of Mr Lock's [sic.], où elle défend l'Essai sur l'entendement humain de John Locke contre les attaques de Thomas Burnet de Charterhouse, qui l'accusait de matérialisme. John Locke fut si heureux de ce soutien qu'il offrit des livres à sa jeune apologiste. Elle envoya son livre à Leibniz, qui écrivit dans sa correspondance : 

« J'ai lu le livre de Mlle Trotter. […] Justice et injustice ne dépendent pas seulement de la nature humaine, mais de la nature de la substance intelligente en général ; et Mlle Trotter remarque fort bien qu'elle vient de la nature de Dieu et n'est point arbitraire. La nature de Dieu est toujours fondée en raison. »

Edmund Gosse remarque toutefois que les commentateurs de Locke ignorent sans exception la Defence, et que cet ouvrage ne fut sans doute jamais beaucoup lu en dehors de la société cultivée de Salisbury. Trotter poursuivit néanmoins en écrivant deux autres livres de philosophie morale, deux essais théologiques et une volumineuse correspondance.

### Fin de sa carrière de dramaturge
Elle écrivit le texte de sa cinquième et dernière pièce de théâtre, The Revolution in Sweden, vers 1703, date à laquelle elle en envoya une copie à Congreve, pour lui demander son avis sincère. Congreve lui répondit avec la sincérité demandée. En dehors des qualités de la pièce, il trouvait le quatrième acte trop confus et le cinquième trop verbeux. La pièce fut finalement mise en scène en 1704 au Queen's Theatre avec des acteurs prestigieux comme Betterton et Mrs Barry. Pourtant l'accueil de la pièce fut défavorable, le public fut froid et inattentif, et il y eut même des rires lors de passages particulièrement moralisateurs, soulignant les défauts que Congreve avaient gentiment signalés. Catharine fut terriblement déçue.

### Mariage
En 1708, elle se maria avec le révérend Patrick Cockburn, qui fut nommé cette année-là vicaire de Nayland dans le Suffolk, puis à St Dunstan dans Fleet Street. À l'avènement de George Ier en 1714, il refusa de prêter le serment d'abjuration, ce qui lui fit perdre sa cure. Il fut réduit à enseigner dans un collège, et sa famille en souffrit financièrement et socialement. Finalement en 1726, il surmonta ses scrupules, prêta serment et fut nommé pasteur à St Paul's Chapel, une congrégation épiscopale d'Aberdeen. Catharine, qui avait pratiquement cessé d'écrire depuis son mariage à cause d'une famille grandissante et de moyens restreints, entama cette année-là un nouvel ouvrage philosophique, traitant de l'obligation morale, mais elle ne put trouver d'éditeur. Ce traité ne fut finalement publié qu'en 1743.
Les œuvres de Catharine attirèrent l'attention de l'éminent philosophe William Warburton, qui préfaça en 1747 son dernier ouvrage philosophique, où elle accepte et défend la théorie éthique de Clarke, qui ne lui paraît pas être incohérente avec les idées de son vieux professeur Locke. Elle fut aussi honorée par la requête du biographe bien connu, Thomas Birch, lui demandant de l'aider à dresser la liste de ses œuvres. Elle accepta, mais elle mourut un an seulement après la mort de son mari, avant que ce travail pût être imprimé. Birch publia de manière posthume en 1751 la collection de ses œuvres en deux volumes, intitulée  The Works of Mrs. Catharine Cockburn, Theological, Moral, Dramatic, and Poetical. C'est en grande partie grâce à ce texte que les lecteurs et les historiens peuvent prendre connaissance d'elle.

### Héritage
Malgré son ancien renom, la réputation de Trotter n'a cessé de décliner depuis trois siècles, et elle a échappé à une complète obscurité grâce aux efforts de critiques féministes, comme Anne Kelley, ces deux dernières décennies. Il est possible que la fragilité de sa réputation vient du fait qu'elle a écrit une grande partie de ses œuvres au début de sa vie, et peu au moment de sa maturité. Certains historiens littéraires attribuent son relatif anonymat à l'accent persistent mis sur ses œuvres philosophiques au détriment de ses écrits créatifs, à l'image de son biographe Thomas Birch, qui n'a inclus qu'une seule pièce de théâtre dans sa collection en deux volumes de ses œuvres, et qui ne mentionne même pas Olinda’s Adventures. Malgré son habileté, ses écrits philosophiques sont parfois rejetés comme peu originaux, en particulier sa défense de Locke, un jugement qui ne peut être favorable à sa renommée.
L'intérêt universitaire actuel pour les œuvres théâtrales de Trotter vient principalement des gender studies, c'est-à-dire de l'étude de la différence sociale faite entre les sexes biologiques. Trotter était effectivement consciente des limitations que son sexe lui imposait, et elle exprima souvent sa protestation dans ses écrits. Dans la dédicace de Fatal Friendship (1698), par exemple, elle remarque que « quand une femme apparaît dans le monde avec un caractère distinctif, elle doit s'attendre à que ce soit pris comme le signe d'une nature mauvaise », particulièrement si elle entre dans « ce que l'autre sexe considère comme son domaine réservé ». Elle écrit encore : « Les femmes sont aussi capables de pénétrer la nature des choses et de raisonner juste que les hommes, qui n'ont comme seul avantage sur nous que leurs occasions d'apprendre. » L'œuvre littéraire de Trotter, dans lesquelles les femmes dominent l'action, et sa vie personnelle, fournissent toutes deux de riches matières à la critique féministe.

## Ouvrages

### Théâtre
- Agnes de Castro, tragédie, Londres, Théâtre royal de Drury Lane, décembre 1695 ou fin janvier 1696, imprimé à Londres par H. Rhodes, R. Parker & S. Briscoe, 1696.
- Fatal Friendship, tragédie, Londres, Lincoln's Inn Fields, vers la fin du mois de mai ou le début du mois de juin 1698.
- Love at a Loss, or, Most Votes Carry It, comédie (rebaptisé plus tard The Honourable Deceiver; or, All Right at the Last), Londres, Théâtre royal de Drury Lane, 23 novembre 1700, imprimé par William Turner en 1701
- The Unhappy Penitent, tragédie, Londres, Théâtre royal de Drury Lane, 4 février 1701, imprimé par William Turner & John Nutt, 1701
- The Revolution of Sweden, tragédie, Londres, Queen’s Theatre, 11 février 1706, imprimé pour James Knapton & George Strahan, 1706.

### Romans et essais
- Olinda’s Adventures; or, The Amours of a Young Lady, in volume 1 of Letters of Love and Gallantry and Several Other Subjects ; Londres, Samuel Briscoe, 1693.

(Il n'est pas certain que ce recueil anonyme de sept lettres fictives entre Olinda et un ami, le chevalier Cléandre, (+ diverses lettres et billets ajoutés), soit bien de la main de Catharine Trotter. Il parut en français à Cologne (Rouen ?) Chez ***** en 1695 sous le titre : Les Amours d'une belle Angloise, ou la vie et les avantures de la jeune Olinde, Ecrites par Elle mesme en forme de lettres a un Chevalier de ses amis.) Cf. le site : https://books.google.ch/books?id=XrNTAAAAcAAJ&printsec=frontcover&hl=fr&source=gbs_ge_summary_r&cad=0#v=onepage&q&f=false
- A Defence of Mr Lock’s [sic.] Essay of Human Understanding. (Londres : imprimé par Will. Turner & John Nutt, 1702).
- A Discourse concerning a Guide in Controversies, in Two Letters. (London : imprimé par A. & J. Churchill, 1707).
- A Letter to Dr. Holdsworth, Occasioned by His Sermon Preached before the University of Oxford. (Londres : imprimé par Benjamin Motte, 1726).
- Remarks Upon the Principles and Reasonings of Dr. Rutherforth’s Essay on the Nature and Obligations of Virtue, Londres imprimé par J. & P. Knapton, 1747.
- The Works of Mrs. Catharine Cockburn, Theological, Moral, Dramatic, and Poetical. 2 vols. (Londres : imprimé par J. & P. Knapton, 1751).

### Poésie
- Epilogue, in Queen Catharine or, The Ruines of Love, by Mary Pix. (Londres : imprimé par William Turner & Richard Basset, 1698).
- Calliope: The Heroick Muse: On the Death of John Dryden, Esq.; By Mrs. C. T. in The Nine Muses. Ou  Poems Written by Nine severall [sic.] Ladies Upon the Death of the late Famous John Dryden, Esq. (Londres : imprimé par Richard Basset, 1700).
- Poetical Essays; May 1737: Verses, occasion’d by the Busts in the Queen’s Hermitage. Gentleman’s Magazine, 7 (1737): 308.

## Éditions
- Catharine Trotter Cockburn: Philosophical Writings. Ed. Patricia Sheridan. Peterborough, ON: Broadview Press, 2006.  (ISBN 1-55111-302-3). $24.95 CDN.
- Love at a Loss: or, Most Votes Carry It. Ed. Roxanne M. Kent-Drury. The Broadview Anthology of Restoration & Early Eighteenth-Century Drama. Ed. J. Douglas Canfield. Peterborough, ON: Broadview Press, 2003. 857-902.  (ISBN 1-55111-581-6). $54.95 CDN.
- Olinda’s Adventures, Or, the Amours of a Young Lady. New York: AMS Press Inc., 2004.  (ISBN 0-404-70138-8). $22.59 CDN.